# Grand-Camp (Eure)
Grand-Camp ist eine französische Gemeinde mit 458 Einwohnern (Stand: 1. Januar 2022) im Département Eure in der Region Normandie (vor 2016 Haute-Normandie). Sie gehört zum Kanton Breteuil. Die Einwohner werden Grand-Campois genannt.

## Geografie
Grand-Camp liegt etwa sieben Kilometer südöstlich von Bernay. Umgeben wird Grand-Camp von den Nachbargemeinden Saint-Victor-de-Chrétienville im Nordwesten und Norden, Caorches-Saint-Nicolas im Norden und Nordosten, Bernay im Nordosten, Saint-Quentin-des-Isles im Nordosten und Osten, Ferrières-Saint-Hilaire im Osten und Südosten, Broglie im Süden, Saint-Aubin-du-Thenney im Südwesten sowie Capelle-les-Grands im Westen.

## Bevölkerungsentwicklung
| Jahr                       | 1962 | 1968 | 1975 | 1982 | 1990 | 1999 | 2006 | 2019 |
| Einwohner                  | 267  | 298  | 334  | 471  | 485  | 453  | 432  | 478  |
| Quellen: Cassini und INSEE |      |      |      |      |      |      |      |      |

## Sehenswürdigkeiten
- Kirche Saint-Pierre